# Eishockey in Bad Kissingen
Die Geschichte der Sportart Eishockey in Bad Kissingen in Unterfranken begann 1977, als der SC Bad Kissingen mit seiner Eishockeyabteilung gegründet wurde. In der Saison 1995/96 spielte die Herrenmannschaft des Vereins in der viertklassigen Bayernliga, die damals unterhalb der 2. Liga Süd (dritte Spielklasse) rangierte. 2004 wurde das Eishockeyteam des SC vom neu gegründeten EC Bad Kissinger Wölfe e. V. übernommen, der seitdem den Eishockeysport in Bad Kissingen betrieb.

## Geschichte

### SC Bad Kissingen (1977–2004)
Der SC Bad Kissingen und seine Eishockeyabteilung wurden 1977 gegründet. Von 1981 bis 1990 spielte die Mannschaft des SC in der Bayerischen-Landesliga. 1990 stieg der SCBK in die Bayernliga auf, in der er sich bis zur Saison 1993/94 halten konnte. Größter Erfolg in diesem Abschnitt war die Teilnahme an der Aufstiegsrunde zur Regionalliga. Nach einem Jahr Landesliga gelang 1995 der Aufstieg in die unterhalb der 2. Liga Süd (3. Liga) eingestuften viertklassigen Bayernliga, aus der sich das Team des SCB nach einem Jahr wieder verabschieden musste. Danach spielte der SC bis zur Saison 2003/04 in der Bayerischen Landesliga Nord, wo er meist vorderste Plätze erspielen konnte.

### EC Bad Kissinger Wölfe (seit 2004)
2004 machte sich die Eishockeyabteilung des SC unter dem Namen EC Bad Kissinger Wölfe selbständig und mussten daher in der Bayerischen Bezirksliga neu beginnen. Der erste Erfolg der Bad Kissinger Wölfe war im Jahr 2006, als sie die Bayerische Bezirksliga-Meisterschaft gewinnen konnten und damit auch den Aufstieg in die Bayerische Landesliga erspielten. Nach einer Saison in der Landesliga sind die Wölfe wieder in die Bezirksliga abgestiegen, in der sie bis zur Saison 2010/11 blieben. Am Ende der Saison gelang die Meisterschaft der Bezirksliga-Nord, mit der die Bad Kissinger auch den Aufstieg in die Landesliga erreichten.
Von da an spielte das ECB-Team bis zur Saison 2016/17 in der Bayerischen Landesliga. Nach dem Gewinn der  Bayerischen Landesliga-Vizemeisterschaft konnte sich das Team aus Bad Kissingen auch in den Relegationsspielen zur (Regionalliga) Bayernliga gegen die Wanderers aus Germering durchsetzten und haben sich damit als sportlicher Aufsteiger für die viertklassige Bayernliga qualifiziert. Das Aufstiegsrecht konnte aus organisatorischen Gründen nicht wahrgenommen werden, so dass die Wölfe auch in der nächsten Saison in der BLL spielen werden. 2017/18 konnten die Wölfe die bayerische Landesligameisterschaft gewinnen und haben sich zugleich in der Verzahnungsrunde für die viertklassige Bayernliga qualifizieren können. In der Saison 2018/19 erreichte die Mannschaft als 4. der Vorrunde der Bayernliga die Verzahnungsrunde zwischen der Bayernliga und der Oberliga und sicherte sich damit den Klassenerhalt. Nachdem es nicht zu einem Vertragsabschluss über die Nutzung der Eissporthalle zwischen der Betreibergesellschaft und dem Verein gekommen war, zog der Verein am 22. November 2019 seine Mannschaft aus der Bayernliga zurück. 2020 stellte der Verein dann einen Insolvenzantrag.

### Erfolge
| - Aufstieg in die Regionalliga (BYL) 1995, 2017, 2018 - Aufstiegsrunde zur Regionalliga 1992, 2017 - Sieger Verzahnungsrunde BYL/BLL Gr. C 2018 - Aufstieg in die Eishockey-Bayernliga 1990 - Bayerischer Landesliga-Meister 2018 - Bayerischer Landesliga Vizemeister 2017 | - Bayerischer Landesliga Vizemeister Nord 1985, 1986, 2002, 2004 - Aufstieg in die Bayerische-Landesliga 2006, 2011 - Bayerischer Bezirksliga-Meister 2006 - Meister Bezirksliga Nord 2011 - Vizemeister Bezirksliga Nord 2010 |

### Platzierungen
| Saisondaten ab 1980 | Saisondaten ab 1980 | Saisondaten ab 1980 | Saisondaten ab 1980 | Saisondaten ab 1980 | Saisondaten ab 1980 | Saisondaten ab 1980 | Saisondaten ab 1980 | Saisondaten ab 1980 |
| Saison              | Liga                | Klasse              | Gruppe              | Platz               | PO                  | PD                  | Endrunde            | Zuschauer ⌀         |
| ------------------- | ------------------- | ------------------- | ------------------- | ------------------- | ------------------- | ------------------- | ------------------- | ------------------- |
| 1980/81             | Landesliga          | V I                 | Nord                |                     |                     |                     |                     | –                   |
| 81/82–83/84         | Landesliga          | V I                 | Nord                |                     |                     |                     |                     | –                   |
| 1984/85             | Landesliga          | V I                 | Nord                | Vizemeister         | BLL                 |                     | 9. Platz            | –                   |
| 1985/86             | Landesliga          | V I                 | Nord                | Vizemeister         |                     |                     | –                   | –                   |
| 1986/87             | Landesliga          | V I                 | Nord                | 3. Platz            |                     |                     | –                   | –                   |
| 1987/88             | Landesliga          | V I                 | Nord                | 4. Platz            |                     |                     | –                   | –                   |
| 1988/89             | Landesliga          | V I                 | Nord                | 5. Platz            |                     |                     | –                   | –                   |
| 1989/90             | Landesliga          | V I                 | Nord                | 3. Platz            | BLL                 |                     | 6. Platz ↑          | –                   |
| 1990/91             | Bayernliga          | V                   | –                   | 7. Platz            |                     | X                   | 3. Gr. II           | –                   |
| 1991/92             | Bayernliga          | V                   | –                   | 4. Platz            | RL                  |                     | RL-Quali            | –                   |
| 1992/93             | Bayernliga          | V                   | Gr. I               | 7. Platz            |                     | X                   | 2. Gr. V            | –                   |
| 1993/94             | Bayernliga          | V                   | Gr. I               | 6. Platz            |                     | X                   | 2. Gr. II ↓         | –                   |
| 1994/95             | Bayernliga          | V                   | Nord                |                     | BLL                 |                     | Aufstieg ↑          | –                   |
| 1995/96             | Regionalliga        | I V                 | BYL                 | –                   |                     |                     | 15. Platz ↓         | –                   |
| 96/97–97/98         | Landesliga          | V                   | Nord                |                     |                     |                     |                     | –                   |
| 98/99–99/00         | Landesliga          | V I                 | Nord                |                     |                     |                     |                     | –                   |
| 2000/01             | Landesliga          | V I                 | Nord                | 3. Platz            | BLL                 |                     | 6. Platz            | –                   |
| 2001/02             | Landesliga          | V I                 | Nord                | Vizemeister         | BLL                 |                     | 7. Platz            | –                   |
| 2002/03             | Landesliga          | V                   | Nord                | 4. Platz            | BLL                 |                     | 7. Nord/West        | –                   |
| 2003/04             | Landesliga          | V                   | Nord                | Vizemeister         | BLL                 |                     | Rückzug ↓           | –                   |
| 2004/05             | Bezirksliga         | V I                 | Nord                | 5. Platz            |                     |                     | –                   | –                   |
| 2005/06             | Bezirksliga         | V I                 | Nord                | Meister             | BBzL                |                     | Meister ↑           | –                   |
| 2006/07             | Landesliga          | V                   | Nord                | 6. Platz            |                     | X                   | Abstieg ↓           | –                   |
| 2007/08             | Bezirksliga         | V I                 | Nord                | 6. Platz            |                     |                     | –                   | –                   |
| 2008/09             | Bezirksliga         | V I                 | Nord                | 7. Platz            |                     |                     | –                   | 263                 |
| 2009/10             | Bezirksliga         | V I                 | Nord                | Vizemeister         |                     |                     | –                   | 272                 |
| 2010/11             | Bezirksliga         | V I                 | Nord                | Meister             | BBzL                |                     | 3. Platz ↑          | 196                 |
| 2011/12             | Landesliga          | V                   | N/O                 | 5. Platz            |                     |                     | –                   | 262                 |
| 2012/13             | Landesliga          | V                   | N/O                 | 11. Platz           |                     |                     | –                   | 266                 |
| 2013/14             | Landesliga          | V                   | N/O                 | 8. Platz            |                     |                     | –                   | 308                 |
| 2014/15             | Landesliga          | V                   | N/O                 | 3. Platz            |                     |                     | –                   | 362                 |
| 2015/16             | Landesliga          | V                   | N/O                 | 4. Platz            | BLL                 |                     | Viertelfinale       | 411                 |
| 2016/17             | Landesliga          | V                   | –                   | Vizemeister         | RL                  |                     | RL-Quali            | 324                 |
| 2017/18             | Landesliga          | V                   | N/O                 | 3. Platz            | X                   |                     | Meister ↑           | 348                 |
| 2018/19             | Regionalliga        | I V                 | BYL                 | 4. Platz            | OL                  |                     | 6. Platz            | 364                 |
| 2019/20             | Regionalliga        | I V                 | BYL                 | Rückzug             |                     |                     |                     | 124                 |

Quelle: rodi-db.de, Quelle: passionhockey.com Quelle: icehockeypage.de ↑↓ Auf-/Abstieg

## Eisstadion
Die Heimspielstätte der Wölfe ist das ca. 800 Zuschauer fassende Eisstadion in Bad Kissingen.
In der Saison 2019/2020 haben die Wölfe ihre Heimspiele bis zum Rückzug am 22. November 2019, aufgrund der Differenzen mit dem Eishallenbetreiber, zunächst in Haßfurt oder in Lauterbach ausgetragen. Im Dezember 2019 wurde bekannt, dass der Eigentümer der mittlerweile geschlossenen Halle in der Ukraine seit zweieinhalb Jahren mit Haftbefehl gesucht wird.